# Jump Up!
Jump Up! är ett musikalbum av Elton John lanserat i april 1982 på skivbolaget Rocket Records. Majoriteten av låtarna skrevs av John tillsammans med Bernie Taupin, men även Gary Osborne bidrog med fyra låtar.
Från skivan släpptes Blue Eyes och Empty Garden (Hey Hey Johnny) som singlar. Den sistnämnda låten var en balladhyllning till John Lennon. Blue Eyes blev en hitsingel i Storbritannien, medan Empty Garden gick bäst i USA.

## Låtlista
1. "Dear John" (Elton John, Gary Osborne) – 3:28
2. "Spiteful Child" (John, Bernie Taupin) – 4:11
3. "Ball and Chain" (John, Osborne) – 3:27
4. "Legal Boys" (John, Tim Rice) – 3:08
5. "I Am Your Robot" (John, Taupin) – 4:42
6. "Blue Eyes" (John, Osborne) – 3:25
7. "Empty Garden (Hey Hey Johnny)" (John, Taupin) – 5:05
8. "Princess" (John, Osborne) – 4:55
9. "Where Have All the Good Times Gone" (John, Taupin) – 3:58
10. "All Quiet on the Western Front" (John, Taupin) – 6:00

## Listplaceringar
- Billboard 200, USA: #17[1]
- UK Albums Chart, Storbritannien: #13
- VG-lista, Norge: #3[2]
- Topplistan, Sverige: #15[3]